# Apostolisch vicariaat Jolo
Het apostolisch vicariaat Jolo (Latijn: Vicariatus Apostolicus Ioloensis) is een rooms-katholiek apostolisch vicariaat met als zetel Jolo, op de Filipijnen. Het apostolisch vicariaat is vrijgesteld en valt als immediatum direct onder de Heilige Stoel, zonder te behoren tot een kerkprovincie. 

## Geschiedenis
Het apostolisch vicariaat werd opgericht op 28 oktober 1953, als de apostolische prefectuur Sulu, uit delen van de territoriale prelatuur Cotabato and Sulu. Op 12 juli 1958 werd het verheven tot apostolisch vicariaat en veranderde van naam naar Jolo. Alle apostolisch vicarissen tot heden (2024) waren lid van de Oblaten van de Onbevlekte Maagd Maria. 

## Parochies
Het apostolisch vicariaat had in 2022 een oppervlakte van 2.688 km2 en telde 1.581.000 inwoners waarvan 1,6% rooms-katholiek was.

## Apostolisch vicarissen
- Francis Joseph McSorley (apostolisch prefect: 1954, apostolisch vicaris: 12 juli 1958 - 20 november 1970)
- Philip Francis Smith (26 juni 1972 - 11 april 1979)
- George Eli Dion (28 januari 1980 - 11 oktober 1991)
- Benjamin David de Jesus (11 oktober 1991 - 4 februari 1997)
- Angelito Rendon Lampon (21 november 1997 - 6 november 2018)
  - Romeo Sombilon Saniel (apostolisch administrator: 16 december 2018 - 28 mei 2020)
- Charlie Malapitan Inzon (4 april 2020 - heden)

## Galerij van afbeeldingen

Wapen van het apostolisch vicariaat